# Лучківці

Роман Купчинський

Лу́чківці (історична назва села — Кадлубиська, до листопада 1946 року) — у Заболотцівській сільській громаді Золочівського району Львівської області, на території колишньої Ясенівської сільської ради. За часів польської анексії входило до складу Золочівського повіту Тернопільського воєводства.

## Назва
Народні перекази та історичні джерела повідомляють, що на північний захід від села Кадлубиська, на території між селами Заболотці та Лугове (колись Чехи) було велике село Стогинь. Але тут у давнину поширилася чума, внаслідок якої половина жителів вимерла, а ті, що залишилися, покинули це нещасливе місце. Частина жителів поселилася на південний схід над Кадлубом (джерело, з якого брали воду перші поселенці) і назвали село від цього Кадлубище — це перша назва села. Дерев'яна криниця, де було це джерело, зберігається і до сьогодні в садибі Федора Мартинюка. За переказами старожилів, першим поселенцем біля Кадлуба був Дуда. Такі прізвища і вуличні назви зберігаються і до сьогодні.

## Історія
Знайдені знаряддя праці найдавніших людей свідчать, що на території села і його околиць сліди перебування людини відносяться до кам'яної доби. Деякі пам'ятки давнини, народні перекази і документи говорять, що ця територія значно потерпіла в часи монголо-татарської навали. На північно-західній околиці села є відновлена висока могила із залізним хрестом на кам'янім постаменті, у якій були поховані люди часів татарського лихоліття. Тих часів і походження й прізвища окремих людей у селі (Чехути, Баймаки) та вуличні назви (Татаринова вулиця, Татаринова Мариня і інші.).

### Середньовіччя
Перші писемні згадки про село відносяться до першої половини XV століття. Зокрема, в 1432 році згадується один із жителів села на прізвисько Кадубицький (Кадлубиський) разом з олеським старостою Іваном Рогатинським та іншими сусідніми старостами (в тому числі Підгорецьким).
Назва села «Кадлубищі» вперше зустрічається в документі за 1441 рік, коли «…селяни Мизмець, Лебедь, Петро з Кадлубищ свідчили на суді, що князь Гольшанський наїхав на село з дев'ятьма шляхтичами і шістьма підлеглими». В документі за 1443 рік повідомляється, що Ян Желновський вимагав від Миколи Клюса, щоб він передав привілеї на право володіння селом Кадлубищами та іншими селами. В документі з 1474 року сказано, що Ян Олеський зі згоди своєї матері Варвари заставив село Кадлубище за борг у 80 гривень.
З вищевказаних документів відомо, що село Кадлубище входило до складу Олеського повіту Львівської землі. Його жителі майже до кінця XVIII ст. були під владою польських панів. Так, за люстрацією (ревізією) 1513 p. в селі Кадлубищі 4 лани (один лан — 20—25 га) найкращої землі разом з кметами (селянами) належали панам Олеським. Польські магнати, захопивши землі у селян, влаштовували на них свої господарства — двори або фільварки. Таке фільваркове господарство було розташоване на захід від села, неподалік школи. З розширенням фільваркового господарства земельні наділи зменшувалися і дробилися, зростала кількість малоземельних і безземельних селян (загородники, халупники, комірники). Зі зменшенням селянських наділів збільшувалася панщина. Вже в першій половині XVI ст. панщина доходила до 1-2 днів на тиждень з лану.
Тяжке становище селян погіршувалось у зв'язку зі спустошливими набігами татарських полчищ. Особливо село було зруйноване під час нападу татар у 1626 році.
У XVII ст. відбувалося дальше зростання магнатського і шляхетського землеволодіння. 1629 року село перейшло від шляхтичів Олеських до великого магната Станіслава Конєцпольського, який передавав його в оренду дрібним шляхтичам і купцям. Особливо тяжким було становище в роки визвольної війни 1648—1654 років. Внаслідок переходу польських військ, татарських орд село було спустошене, багато мешканців потрапили в неволю або вимерли під час епідемій. Тому збирачі податків заявили в 1649 році, що з причин спустошення змогли зібрати з села лише 2 злотих і 10 гривень.
Але з часом Кадлубищі відроджувались і в середині XVIII ст., за інвентарем 1745 року, у селі вже було 86 селянських господарств, з них 71 — з повним наділом (близько 6 га), 1-2 — з половиною наділу і 3 кустарі, що мали лише город (ткач, бондар, коваль).
На початку XVIII ст. (1704 p.) Кадлубищі перейшли у володіння графа[джерело?] Потоцького, а в середині XVIII ст. — у володіння польського гетьмана Вацлава Жевуського. В цей час у селі дальше зростала панщина і інші феодальні повинності. Так, селянин, що мав повний наділ, відробляв на рік 124 дні тяглої панщини, платив один золотий чиншу і здавав три коробки вівса брідської мірки, два каплуни, одну курку, пряв три мітки пряжі з панського волокна та відробляв багато інших додаткових повинностей. Тяжке економічне закабалення посилювалось національним гнітом, всесиллям польських магнатів.

### За Австрії
У 1772 році, у результаті першого поділу Польщі, Галичину захопила Габсбурзька монархія (з 1804 року — Австрійська імперія, з 1867 — Австро-Угорщина). Майже 150 років жителі села були під гнітом австрійських баронів, які передавали свої маєтки польським панам, щоб за їх допомогою тримати в покорі українців[джерело?].
Аграрні реформи 1770—1780-х років не покращили життя кадлубищан. На зміну поміщикові Вацлавові Жевуському, який помер 1779 року, село перейшло у власність дрібної польської шляхти. Так, поміщик Юзеф Лістовський лише в нашому селі мав 2177 моргів (один морґ — 0,58 га) найкращої землі.
Найтяжчою формою кріпосного гніту була панщина. Жителі села (69 дворів на 1406 морґах) відробляли панщини 5642 двоспряжних дні, крім цього давали 69 курей, 204 яєць. Малоземельні і безземельні селяни (загородники, халупники) відробляли панщину пішими днями. Так, у селі 6 загородників відробляли по 26 піших днів, а один по 13 (разом 169 днів).
Щоб збільшити свої доходи, Юзеф Лістовський збудував на околиці села ґуральню, при якій відгодовував на продаж 50 волів, відкривав корчми, де продавали панську горілку. Ще до сьогодні поле, де була ґуральня, називається Гуральнисько. Таку ж назву має і джерело. Лише раз на тиждень у визначений день селяни могли одержати з панського лісу біля села Ражнева трохи гілля або хмизу і то за спеціальним дозволом.
У селі не було ніякої школи, тому процвітала суцільна неписьменність. Не змінилося становище кадлубищан і після скасування в 1848 році кріпацтва, на честь чого біля церкви була поставлена і освячена фігура. На цьому місці вона збереглася і до сьогодні. Після реформи значні земельні володіння залишилися в руках поміщика Юзефа Лістовського, а селяни мали мало землі і ще втратили право користування панським лісом, були позбавлені пасовиськ. Щоб прожити, малоземельні селяни змушені йти на заробітки у панський фільварок, ґуральню, хмілярню, лісорозробки, а багато знедолених виїхало шукати щастя за океан: у Бразилію, Аргентину, США. Деякі мешканці села займалися ткацтвом, шевством, кравецтвом (шили опанчі, кожухи, кофти з сукна).
Останнім поміщиком села був Владислав Ґневош (Władysław Gniewosz), якому належало у 1907 році до фільваркового господарства лише в селі Кадлубиська 286 гектарів землі, тоді як 254 селянські двори (1404 ос.) мали 1106 гектарів.
Парохія в селі заснована 1763 року. Її фундатором був Вацлав Жевуський, виділивши для неї 60 моргів землі. Першим парохом у селі був Кіндрат Влахевич, а з 1763 року — Іван Влахевич. Трьохкупольна церква святого Великомученика Микити, побудована в 1852 році на каміннім фундаменті з соснового дерева, мала 13 ліктів довжини і 16 ширини (лікоть — 60 см). Ця церква згоріла в 1917 році.
Перша школа була відкрита в 1853 році. Вона була дерев'яна, з солом'яною стріхою, і однією кімнатою для учнів. Одна велика і друга менша кімнати належали вчителю. За офіційною статистикою, у селі з 128 дітей навчались лише 85, тому значна частина була неписьменною. Середню або вищу освіту могли одержати лише одиниці: сини священиків і найзаможніших селян. Наприклад, за часів Австро-Угорщини лише один Баймак Іван здобув спеціальну освіту і вчителював, а такі як Чехут, Гаврилюк, Патерига навчались на священиків.
У березні 1899 р. в Олеську Золочівського повіту групою представників сіл було засновано товариство «Сільський господар», село Кадлубиська представляв священик отець Григорій Купчинський.
Велике нещастя для села принесла Перша світова війна 1914—1918 років. Поблизу Кадлубиськ проходила лінія фронту, а саме село було зруйноване, жителі евакуйовані на територію Кам'янко-Бузького району. Багато селян, мобілізованих в австрійську армію, загинули на фронтах війни, потрапили в полон. Напередодні і на початку війни при спортивно-пожежних товариствах «Сокіл» і «Січ» були створені воєнізовані секції «Українські Січові стрільці».

#### Роман Купчинський
Активним січовим стрільцем став відомий поет Роман Купчинський, чиї дитячі та юнацькі роки пов'язані з Кадлубиськами
Народився Р. Купчинський 24 вересня 1894 року в с. Розгадові Бережанського повіту (тепер Зборівський район) на Тернопільщині, у сім'ї священика. Невдовзі, в 1895 році сім'я Купчинських переїхала до села Кадлубиська, де батько Романа — о. Григорій Купчинський у 1895—1911 роках був парохом. Сім'я Купчинських була багатодітною: чотири сини і дві доньки.
Роман навчався у Кадлубиській початковій школі, вчився добре, любив співати, декламувати вірші, ріс допитливим і жвавим хлопцем. Не цурався товаришувати з сільськими дітьми, заслужив повагу серед учнів школи. У сім'ї Купчинських любили музику. Часто вечорами тут збиралися сільські юнаки і дівчата, щоб послухати грамофонні записи музичних творів. Все це залишало глибокий слід у чутливій душі майбутнього поета і композитора. 1905 року Роман вступив до Перемишлянської гімназії, яку закінчив 1913 року і поступив у Львівську духовну семінарію. Під час навчання у гімназії і духовній семінарії не поривав зв'язків із селом свого дитинства та сім'єю. Зимові й літні вакації він проводив у селі серед звабливої природи.
У свої юнацькі роки Роман захоплювався спортом, брав участь у спортивних змаганнях і 28 червня 1914 року здобув першість Галичини у метанні диска і ядра. Коли почалася Перша світова війна, будучи студентом Львівської семінарії, син священика Роман Купчинський став січовим стрільцем і в званні «підхорунжого» був активним учасником стрілецької епопеї від початку до сумного кінця.
У цей час, як поет і композитор, він написав ряд стрілецьких пісень, зокрема «Зажурились галичанки», «Накрила нічка», «Ірчик» і ін. Січовим стрільцем був також односельчанин Чехут Василь, який загинув у бою біля Сянок у вересні 1914 року.
Під час Першої світової війни в селі стояв 13-й полк уланів австрійської армії, де були українські воїни. В колишній стодолі Ганни Кологін і в саду сусідки Євгенії Кацяруби відбувалися богослужіння для українських жовнірів перед відправленням їх на лінію фронту. І от у січні 1918 року, після повернення з заслання в Росії, у селі Кадлубиська перебував Галицький Митрополит Андрей Шептицький. Він відправив для українських жовнірів молебен, виголосив проповідь, сповідав вояків.
Про це свідчать старожили села Патерига Марія, Василь Мазовіта, Євген Пуцан, і збереглась давня фотографія зі зображенням тодішнього сільського священика Кіналя та жителів села під час торжеств 1936(?) року на честь перебування в селі Митрополита Андрея Шептицького. На фотографії видно таблицю з написом і хрестом, що була встановлена на стодолі Ганни Кологін. Напис на таблиці писав житель села Петро Яремовський.
Тепер у саду Євгенії Кацяруби на пам'ять про ці події її син Богдан поставив дерев'яний хрест, який там був і раніше.

### ЗУНР
Коли наприкінці війни восени 1918 року Австро-Угорська імперія розпалась, на території Галичини була створена Західно-Українська Народна Республіка. У цей час для ведення війни з Польщею на базі легіону УСС формувалась Українська Галицька Армія. В її рядах були й жителі села Кадлубиськ: Бугай Петро, Кісь Костянтин, Мелих Василь, Пуцан Іван, Петрів Василь, Мазовіта Іван, Челяда Степан, Юхимів Микола, Мелих Іван, Шваб Роман та ін. У боях за Бережани загинув Кісь Костянтин (у Бережанах є його могила), з фронтів не повернувся Шваб Роман, а Петрів Василь був поранений. Січовий стрілець Мазовіта Іван згодом перейшов до червоної армії. В українсько-польській війні також загинув єдиний син у одинокої матері Іць Іван. Оплакуючи сина, мати осліпла. Повернувшись з евакуації, кадлубищани жили в землянках, голодували, бо село було зруйноване, а землі не засіяні.

### Польська окупація
У травні 1919 року село знову захопили поляки, які відновили поміщицьке землеволодіння. Однак війна продовжувалася. У серпні 1920 року Кадлубиська були зайняті частинами червоної армії. У селі відбувся багатолюдний мітинг, на якому офіцери агітували за радянську владу. Деякі жителі села, такі, як Берестковий Іван, Пуцан Михайло, Банцур Іван, Мисак Іван, Саган Іван, Кашуба Іван, Іллящук Іван стали добровольцями червоної армії. В селі було створено ревком, який почав підготовку до розподілу панської землі. Але в цей час жителі села ще дуже відчували наслідки війни: жили в землянках, не вистачало солі, цукру, хліба, поширювався тиф.
В результаті наступу польської армії фронт знову наблизився до Кадлубиськ. Під час боїв село переходило то до поляків, то знову захоплювалось червоноармійцями. В цих боях загинуло близько 18 червоноармійців, у тому числі начальник полкової школи Базаров і улюбленець полку, 14-річний кулеметник Альоша. На старому цвинтарі є братська могила, де вони поховані.
Панська Польща зберігала економічну і культурну відсталість села, політичне безправ'я і національне пригнічення. Щоб полонізувати місцеве населення, у селі було поселено польських колоністів, які стали власниками найкращих колишніх поміщицьких земель. Заможних селян було небагато, переважали дрібні господарства. Земля оброблялась примітивними знаряддями праці, один плуг припадав на 2-3 двори. Тому врожайність була низькою, малопродуктивним було і тваринництво. Селянські господарства були обтяжені різними державними податками. Частина селян, шукаючи кращої долі і заробітку, виїхала за кордон. Серед них Кавич Іван, Ольховий Іван, Борецький Петро, Гаврилків Василь та інші.
Село за панської Польщі мало убогий вигляд. Переважали низенькі глинобитні хати, вкриті соломою, не було жодного лікувального закладу і лише діяла невелика читальня. Зате село «прикрасили» декілька приватних корчм і шинків, невеликих крамниць.
У селі спорядилася кооперативна молочарня, а також мали приватні молочарні Тимошик Федір і Шклярський Григорій. Деякі заможні селяни мали власні молотарки. Це такі як Пуцан Василь, Банцур Дмитро, Юхимів Василь, Мартинюк Іван, Бугай Василь, Мазовіта Андрій.
Поляки посилювали національний гніт, забороняли вживати слово «українець», «український». Згідно з законом 1924 року українські школи перетворювались на утраквістичні з навчанням польською і українською мовами. В 1925 році в селі на громадські кошти була збудована початкова школа. Але не всі мали можливість вчитись і закінчити її. Близько 70 процентів жителів села були неграмотними і малограмотними. В гімназії вчилися лише одиниці. Це Долинюк Іван, Ґоґоша Василь, Петрів Петро, Чехут Василь, Мазовіта Іван. Польський уряд сприяв створенню в селі різних реакційних товариств і спілок, з допомогою яких тримав українське населення в колоніальній залежності. Поряд з цими товариствами селяни створювали свої кооперативи. В селі почав діяти кооператив «Спільна праця». Але польська поліція під час пацифікації в 1930 році, проводячи ревізію в кооперативі, знищила портрети Тараса Шевченка, Івана Франка, побила продавця і деяких жителів села, особливо Чехута Миколу. В безправ'ї, темноті і неуцтві поляки бачили запоруку свого подальшого панування. Але кадлубищани не втрачали віри у визволення від іноземного ярма.
Цьому сприяла діяльність товариства «Просвіта», яке мало свою читальню, драматичний і хоровий гуртки, духовий оркестр. Також було створено спортивно-пожежне товариство «Сокіл», до якого була залучена найкраща молодь села. «Соколи» брали активну участь у вшануванні пам'яті М. Шашкевича на Підлиській горі, а також у спортивних змаганнях у м. Львові. З діяльністю «Просвіти» були пов'язані громадські організації «Сільський господар», «Союз українок», «Рідна школа» та інші.
Село Кадлубиська має давню і славну історію розвитку музично-хорового мистецтва. Організатором і засновником музики в селі був Шатковський Юліан із села Грабового Золочівського району. Він організував любителів музики, допоміг закупити в м. Золочеві у військового диригента Солодкого духові інструменти. В 1926 році Юліан Шатковський почав вчити молодих хлопців гри на духових інструментах. Спочатку він приїжджав 3 рази в тиждень на репетиції, а 1928 року одружився з жителькою села Емілією і проживав в ньому до 1934 року. Духовий оркестр складався з 24 музикантів. Активними учасниками оркестру були: Петро Борецький, Іван Гаврилюк, Семен Ольховий, Антін Луців, Василь Мелих, Степан Антонів, Степан Вовчук, Іван Мазовіта, Григорій Тимошик, Андрій Петрів, Андрій Ґоґоша, Іван Кавич, Василь Челяда, Іван Чехут, Михайло Патерига, Михайло Чехут, Іван Кісь і інші. Після виїзду з села Ю. Шатковського його справу продовжували найкращі його учні. В 1934 році в селі організував симфонічно-духовий оркестр Іван Гаврилюк. Він ще змалку змайстрував сам скрипку і самотужки вчився грати. Пізніше дістав німецьке видання скрипкової школи 1897 року і досконало оволодів грою на інструменті. Зібрав собі любителів-музикантів і створив прекрасний симфонічно-духовий оркестр, який славився в Брідському і Золочівському повітах. Членами оркестру були: Михайло Берестковий, Степан Вовчук, Пилип Боб'як, Василь Борецький, Стах Шауда, Василь Берестковий. Більшість музикантів володіли грою на двох інструментах.
У 1936 році після повернення з Аргентини організував в селі духовий оркестр колишній учень Ю. Шатковського Петро Борецький. До цього оркестру входили музиканти: Василь Борецький, Павло Челяда, Петро Мелих, Степан Ольховий, Микола Кологін, Василь Ольховий, Михайло Юхимів, Іван Мазовіта, Іван Кацяруба, Василь Масло, Василь Мелих, Федір Цап, Михайло Васильців та інші.
Засновником хору в селі був диригент з Чехів Дем'ян Матвіїшин, який 1928 року створив хор при церкві. Першими хористами були: Панько Патерика, Іван Іллящук, Микола Шваб, Василь Челяда, Софія Каняруба. Ксеня Тимошик і ін. Пізніше, з 1932 року, церковним хором керував учень Д. Матвіїшина Панько Патерига. Він також керував хором товариства «Сокіл» при читальні «Просвіта». Цей хор щороку виступав з концертною програмою до Шевченківського свята. Значний вклад в розвиток хорового мистецтва в селі вніс вчитель Володимир Свистунович родом з с. Накваші, який вчителював у селі з 1928 року. Він грав на скрипці і організував учнівський хор, який виконував не тільки пісні, а й дитячі опери, наприклад, оперу «Серед ангелів». Хор також виступав по Львівському радіо. В цей час у селі було побудовано другу читальню ім. Качковського, при якій був організований хор під керівництвом В.Свистуновича. Активними учасниками хору були: Чехут Ганна, Кісь Софія, Мартишок Ганна, Чехут Іван, Кісь Іван, Юхимів Богдан, Біда Іван, Берестковий Федір, Пуцан Михайло і ін.
У 1937—1938 роках при читальні «Просвіта» керував хором відомий диригент з м. Бродів Володимир Дутчак. 1939 року в селі діяв хор, організований учнем В. Свистуновича Іваном Кісем, який ще раніше закінчив курси диригентів у м. Львові. Хор мав назву «Гомін» і слава про нього линула у Брідському і Золочівському повітах. В 1942 році на повітовому конкурсі на честь 100-річчя від дня народження М. Лисенка хор «Гомін» зайняв перше місце і брав участь у зведеному хорі в м. Золочеві. Після війни зі співаків, які залишились в «Гомоні», було створено хор, яким керував здібний диригент і музикант Василь Борецький. Він керував також і церковним хором.
Тепер розвитком музично-хорового мистецтва на селі, відновлюючи його давні традиції, займається молодий диригент і музикант Роман Шелест.
Особливо пожвавилась національно-визвольна боротьба після 1929 року, коли була створена Організація Українських Націоналістів (ОУН). Засновником і організатором осередку ОУН в селі був член УВО Тимошик Іван. Активними членами осередку ОУН стали односельчани Демків Євген, Дуда Євген, Курило Іван, Ґогоша Андрій, Петрів Андрій, Члени ОУН таємно проводили активну роботу по пробудженню національної свідомості і прагнення до незалежності.

### Друга світова
Але у вересні 1939 p. село потрапило під владу більшовицьких окупантів.
Почалися нові порядки. В селі створився ревком, який очолив член КПЗУ Ґогоша Іван. Пізніше було обрано селянський комітет, до якого входили, крім Ґогоші, активісти Яремовський Петро, Ольховий Іван, Пуцан Михайло, Борецький Петро.
В 1940 р. відбулися вибори до місцевих рад і почала свою діяльність сільська рада. Першим головою сільської ради обрали Ольхового Івана. Працівниками партійних і радянських органів проводилась активна робота серед селян по створенню колгоспу. З великими труднощами лише в січні 1941 року його було засновано.
Мирне життя було перерване вибухами авіабомб на залізничній станції Заболотці 22 червня 1941 року. Почалася війна... На початок липня 1941 року нові окупанти зайняли село і запровадили свої порядки. Нацисти забирали у селян худобу, птицю, значну частину врожаю, вивезли на примусові роботи до Німеччини понад 50 юнаків і дівчат, звідки не всі повернулись. Німці також брали примусово жителів села для будівництва земляних укріплень на лінії фронту. Там загинув житель села Крутяк Михайло і був поранений Тимошик Михайло.
У ході Другої світової війни в 1943 році з національно-свідомої частини юнаків була створена Українська дивізія «Галичина». Дивізійниками стали кадлубищани: Мартинюк Юліан, Кашуба Богдан, Чехут Степан, Берестковий Іван, Коць Михайло, Коць Іван, Патерига Михайло, Берестковий Степан, Мазовіта Микола, Кирик Степан, Мартинюк Василь, Мелих Степан, Костюк Петро, Патерига Іван та інші. Активним учасником боїв під Бродами, описаних у книгах І. Багряного «Огненне коло» та Р. Колісника «Останній постріл», став житель села Бенько Михайло, який чудом лишився живий і втік з полону.
Після вигнання німців понад 60 жителів села було мобілізовано в радянську армію. З них понад 35 загинули на фронтах Другої світової війни.
У 1942 році була створена Українська Повстанська Армія (УПА), яка вела боротьбу як проти німців, так і проти червоної армії. Добровольцями УПА стали жителі: Тимошик Іван, Дуда Євген, Ольховий Василь, Ґоґоша Андрій, Кацяруба Іван, Яремко Мирон, Соломко Іван, Мелих Степан, Петрів Андрій, Курило Богдан, Ольховий Іван, Дуда Юліан, Шпиндура Василь, Кашуба Василь. Більшість з них загинула в боротьбі за волю України.

### СРСР
У відповідь на сталінські репресії вояки УПА вели боротьбу зі спецвідділами МВС-МДБ, знищували ворожі комунікаційні споруди і засоби зв'язку, нападали на енкаведистські з'єднання. Більшовики силою запроваджували свої порядки. Партійні і радянські працівники з допомогою місцевих «активістів», застосовуючи різні методи, домоглись, що весною 1949 року в селі відновився колгосп. До кінця 1950 року колективізація в селі завершилась. Колгосп тоді об'єднував 376 дворів (99 %) і мав 970 гектарів землі.
За післявоєнні роки, завдяки працьовитості і старанності трудівників, село змінило свій колишній вбогий вигляд. Побудовано і реконструйовано, зокрема, Народний дім «Просвіта», школу, промисловий і продовольчий магазини, старе приміщення школи переобладнано під дитячий садок, відкрито сільський історико-краєзнавчий музей, працює лазня, через село прокладена асфальтована дорога.
У роки війни і в перші післявоєнні роки музичне життя в селі затихло. Лише згодом, коли налагоджувалось мирне життя, почав створювати духовий оркестр Василь Борецький. Він зібрав тих музикантів, що залишилися живими і навчав молодих. Цей оркестр в основному грав на похоронах і під час урочистих свят. Згодом більшої популярності набули симфонічно-духові оркестри, які в селі називали «Київський» і «Львівський». До «Київського» оркестру входили музиканти: Петро та Василь Борецькі (батько і син), Петро Мелих, Іван Кісь, Федір Цап. До «Львівського» оркестру входили: Василь Гаврилків, Василь Мелих, Степан Труш, Михайло Васильків. Ці оркестри грали в основному на весіллях. Тепер у Калдубишах створено вокально-інструментальний ансамбль під керівництвом вчителя музики, жителя села Романа Шелеста.
Після вигнання з села нацистів в Калдубищах працювала початкова школа. Не вистачало шкільних парт, не було підручників, зошитів, чорнила. Але поступово налагоджувалось навчання. Згодом початкова школа стала семирічною. Першим її директором став П. Бондаренко, який багато зробив для розвитку освіти на селі. Перший випуск учнів семирічної школи відбувся в 1947 році. В 1970 році завершено будівництво нової сучасної школи. За післявоєнні роки семирічну, восьмирічну і дев'ятирічну освіту в селі одержали понад 800 дітей. Вищу освіту одержало більш як 260 калдубищан. З села вийшли понад 50 вчителів, 36 інженерів, 8 лікарів, 6 офіцерів, 2 юристи, 18 спеціалістів сільського господарства.
За останні роки школа, директором якої стала колишня її випускниця М. Долинюк, а тепер Кашуба Б., добилась певних успіхів вихованні учнів на основі національних традицій.
1988 року здійснено реконструкцію і оновлення сільського клубу, який тепер став народним домом «Просвіта». Відбулося урочисте посвячення Народного дому, яке здійснив декан УАПЦ о. Мартин.

### Вибір незалежності
9 березня 1990 року в сільському клубі вперше за багато десятиліть, наснажені музикою Т.Шевченка і духом відродженню нації, юні і посивілі лучківчани зі сльозами на очах урочисто співали «Боже, Великий, Єдиний, нам Україну храни». В ці ж дні у центрі села замайорів синьо-жовтий прапор. Школярі вперше на Брідщині почали вивчати релігію, а в останній день навчання отець-декан Іван Мартин відслужив урочистий молебен за здоров'я і щастя учнів.
Старожили села свято шанують народні традиції, особливо давні народні пісні, і передають їх своїм дітям і внукам. Це було показано в телевізійній передачі «Пісні одного села», яка відбулася в липні 1990 року. Наші земляки також виступали по телебаченню, де демонстрували народні звичаї на Святий вечір.
Важливою подією історії села стало урочисте відкриття сільського історико-краєзнавчого музею, яке відбулося в неділю 2 вересня 1990 року. Ця подія стала святом не тільки для мешканців села, а й жителів навколишніх сіл. У відкритті і посвяченні музею брав участь виходець із села Микола Шпиндура з дружиною Ганною з Англії. Про цю подію в районній газеті (6 вересня) була надрукована стаття «Джерело роду Кадлубиського». А по Львівському телебаченню про відкриття музею йшла передача.
24 серпня 1991 року на честь прийняття Українським парламентом Акту про державну незалежність України відбулося урочисте посвячення відновленої могили на околиці села, зруйнованої в часи більшовицького режиму. Панахиду і освячення могили здійснили отець-декан УАПЦ Іван Мартин, уродженець села, настоятель церкви с. Верхобужжя Золочівського району отець Василь і настоятель церкви с. Підгірців. Того ж дня відбувся святковий концерт і народні гуляння. За традицією, щороку 24 серпня на цьому місці проходять урочистості.
Особливою подією для лучківчан була неділя 4 жовтня 1992 року. В цей день відзначалося свято — храмовий празник св. Великомученика Микити. Відбулося Архієрейське освячення добудованого храму, спорудження якого було розпочато ще до війни. В урочистостях брали участь архієпископ Львівський і Галицький УАПЦ Петро та 12 священиків УАПЦ Бродського деканату, на святі були представники парафій з навколишніх сіл.
Освячення новозбудованого храму збіглося з 550-річчям першої письмової згадки про село Кадлубище.
Лучківчани також брали участь у відкритті і проведенні III Всесвітнього з'їзду брідщан. На з'їзд прибули колишні кадлубищани Шпиндура Василь, Шпиндура Микола, Коць Микола, Якимець Михайло.
У неділю, 15 серпня, жителі села взяли участь в торжествах по освяченню могили-кургану на легендарній горі Жбир у с. Ясенові, присвяченому 50-річчю створення 1 Української Дивізії «Галичина». Тут зустріли своїх побратимів колишні дивізійники-лучківчани Михайло Бенько і Іван Патерига.
Древнє село Кадлубиська (Лучківці) продовжує писати свою історію. Прагнення до волі, до самостійності своєї Вітчизни стало реальністю. І цю реальність мають утверджувати і нести у віки майбутні покоління села..
Народний дім «Просвіта» став вогнищем культури на селі. В ньому є зал на 260 місць, сільська бібліотека, стаціонарна кіноустановка, кімната для занять гуртків. При Народному домі «Просвіта» працюють гуртки художньої самодіяльності, у ньому відбуваються всі важливі події в культурному житті села. Значну роль відіграє сільська бібліотека, книжковий фонд якої налічує 8870 книг. Бібліотека обслуговує понад 500 читачів, видаючи їм понад 10000 книг на рік.
Значного поширення серед жителів села набула за останні роки преса. В кожний селянський дім листоноша систематично приносить газети і журнали. Незважаючи на економічні труднощі, у середньому на кожну сім'ю припадає по 2-3 примірники газет і журналів.
12 червня 2020 року, відповідно до розпорядження Кабінету Міністрів України № 718-р «Про визначення адміністративних центрів та затвердження територій територіальних громад Львівської області», село увійшло до складу Заболотцівської сільської громади.
19 липня 2020 року, в результаті адміністративно-територіальної реформи та ліквідації Бродівського району, село увійшло до складу новоствореного Золочівського району.

## Населення

### Мова
Розподіл населення за рідною мовою за даними перепису 2001 року:
| Мова       | Відсоток |
| ---------- | -------- |
| українська | 99,88%   |
| російська  | 0,12%    |

## Відомі люди
- З селом пов'язано ім'я Романа Купчинського — вояка УСС, четаря УГА, поета і пісняра, письменника (трилогія «Заметіль»). У Кадлубиськах Купчинський провів дитячі та юнацькі роки. Тут його батько був парохом.
- У селі багаторазово бував у своїх сватів поет і краєзнавець Володимир Ящук.
- Богдан Берестковий (12.02.1935 - 20.10.2000) — учитель історії, ґрунтовно дослідив історію села.
- Священник церкви святого Микити (УАПЦ) — отець Іван Мартин.
- Директорами школи в останні роки були М. Долинюк, Б. Кашуба, Л. Мелих.
- Біщанова Марія — праведник народів світу[6].
- Бугай Софія — праведник народів світу[7].

## Сьогодення
У селі є неповна середня школа, дитсадок, клуб, Свято-Микитівська церква ПЦУ.